# Mahembea hewitti
Mahembea hewitti (Lessert, 1930) è un ragno appartenente alla famiglia Araneidae.
È l'unica specie nota del genere Mahembea.

## Etimologia
Il nome del genere deriva dalla città di Mahembe, appartenente al Distretto di Nyamasheke del Burundi meridionale, dove è stato scoperto.
Il nome della specie è in onore del collezionista John Hewitt (1880-1961).

## Distribuzione
La specie è stata rinvenuta in alcune località dell'Africa centrale e orientale,.

## Tassonomia
Per la determinazione delle caratteristiche della specie tipo sono stati esaminati gli esemplari di Larinia hewitti Lessert, 1930.
Dal 1970 non sono stati esaminati altri esemplari, né sono state descritte sottospecie al 2013.